# 三ツ矢 (企業)
株式会社三ツ矢（ミツヤ、英: MITSUYA CO., LTD. ）は、金属表面処理加工を行う日本の中小企業である。
通称「三ツ矢」、英語表記「Mitsuya」とされる。

## 概要
「宇宙・航空部品」「自動車」「医療」「スマートグリッド」「半導体」「電車」「通信」等の分野への表面処理専業メーカー。
めっき加工業である。
社名の「三ツ矢」は、より「良く・早く・安く」を3本の矢に例えている。
「三ツ矢サイダー」と似ているためグループ会社と混同されることがあるが、資本提携関係は全く無い。
社員教育、特に技能伝承に力を入れ、本社に「技能研修センター」を設立し技能継承を行っている。

## 主要事業所
- 本社:東京都品川区西五反田3-8-11
- 五反田工場:東京都品川区西五反田3-8-11
- 八王子工場:東京都八王子市明神町1-2-2
- 米沢工場:山形県米沢市八幡原1-1-14
- 甲府工場:山梨県甲府市落合町817

## 関連会社
- 株式会社三ツ矢プレイトニクス
- 有限会社三ツ矢ユニ

## 沿革
- 1931年　草間末政(創業者)が東京市品川区大崎本町2丁目にて”三ツ矢電鍍金工場”を設立
- 1939年　品川区大崎本町2丁目(現本社所在地)に新工場を建設し、合資会社三ツ矢電鍍金工業所として法人組織に変更
- 1940年　旧海軍省追浜航空廠指定工場となる
- 1945年　第2次世界大戦中の東京空襲により工場を全焼し操業を休止する
- 1948年　現本社所在地に工場を再建し操業を再開。合資会社三ツ矢電鍍金工業所として新たに代表社員・草間みゆきが就任
- 1949年　光沢カドミめっき法を開発して、筐体へのめっき加工を行う
- 1954年　亜鉛クロメート処理法を導入、黒クローム・ダーククローム鍍金法を開発。
- 1958年　光沢錫めっき法を導入
- 1959年　三ツ矢電気鍍金工業株式会社を設立
- 1960年　八王子工場を設立
- 1962年　各工場の公害防止施設を1967年までの5年間にわたり強化拡大
- 1970年　カドミめっき加工の廃止に伴い代替めっき加工法として、光沢錫に転換する
- 1971年　関連会社、興信電鍍工業株式会社を買収する
- 1978年　錫めっきの代替めっき法として光沢半田めっき加工を行う
- 1980年　電子部品の部分連続めっき法を研究開発
- 1981年　興信電鍍工業株式会社の社名を株式会社三ツ矢プレイトニクスとする
- 1982年　三ツ矢電気鍍金工業株式会社から株式会社三ツ矢と社名変更する
- 1986年　米沢工場設立
- 1991年　甲府工場設立
- 1995年　全工場の塩素系有機溶剤の全面禁止を行う
- 2001年　有限会社三ツ矢ユニによる本社ビル建設、ICP・SEM等の機器を導入
- 2003年　甲府工場別棟工場新設
- 2004年　各工場に蛍光X線分析装置、電子顕微鏡の導入を始める
- 2005年　工学院大学との共同で6価クロムの高感度簡易分析を開発し、工業用水協会・表面技術協会[1]にて発表
- 2008年
  - 八王子工場耐震強化工事実施、JAXA(宇宙航空研究開発機構)向け紫外線吸収皮膜開発
  - 経済産業省中小企業庁より「元気なモノ作り中小企業300社2008年版」[2][3]選定[注釈 2]
- 2018年
  - 三ツ矢プレイトニクスに世田谷研究所設立
  - 経済産業省より「地域未来牽引企業」に選定[4]
- 2019年　コーポレートスローガンを設定。「めっきの三ツ矢 ～人を創る、未来を造る～」
- 2020年　４月９日出版「東京の長寿企業７０社」（日刊工業新聞社）に掲載[5]